# Psihopatologie
Psihopatologia este studiul științific al tulburărilor mintale, incluzând eforturile de a înțelege cauzele genetice, biologice, psihologice și sociale ale acestora; dezvoltă scheme de clasificare (nosologie) care pot îmbunătăți planificarea și rezultatele tratamentului; înțelegerea evoluției bolilor psihiatrice pe toate etapele dezvoltării; înțelegerea mai pe deplin a manifestărilor tulburărilor mintale;  și investigarea tratamentelor potențial eficiente.  
Cel puțin conceptual, psihopatologia  este un subset al patologiei, care este „... studiul științific al naturii bolii și al cauzelor, proceselor, dezvoltării și consecințelor sale”.  Psihopatologia este distinctă de psihiatrie prin faptul că este un domeniu teoretic al cercetării științifice și nu o specialitate a practicii medicale. 

## Istorie
Explicațiile timpurii pentru bolile mintale au fost influențate de credințele religioase și de superstiție. Tulburările psihologice care sunt acum clasificate ca tulburări mintale au fost atribuite inițial posesiunilor de către duhurile rele, demonii și diavolul. Această idee a fost larg acceptată până în secolele al XVI-lea și al XVII-lea. Persoanele care sufereau de aceste așa-numite „posesiuni” au fost torturate ca tratament. Medicii au folosit această tehnică în speranța de a-și readuce pacienții la starea de sănătate. Pacienții care nu au reușit să revină la starea de sănătate după tortură au fost executați. 
Medicul grec Hipocrate a fost unul dintre primii care au respins ideea că tulburările psihice au fost cauzate de posesia de demoni sau diavol. El credea cu fermitate că simptomele tulburărilor mintale se datorau bolilor originare din creier. Hipocrate bănuia că aceste stări de nebunie se datorau dezechilibrelor lichidelor din organism. El a identificat aceste fluide ca fiind în număr de patru: sânge, bilă neagră, bilă galbenă și flegmă. 
În plus, nu departe de Hipocrate, filosoful Platon a argumentat că mintea, corpul și spiritul lucrau ca o unitate. Orice dezechilibru adus acestor compoziții ale individului poate aduce suferință sau lipsă de armonie în interiorul individului. Această idee filosofică va rămâne valabilă până în secolul al XVII-lea. 
În Mișcarea Romantică din secolul al XVIII-lea, ideea că relațiile sănătoase părinte-copil asigurau sănătate psihică a devenit o idee importantă. Filosoful Jean-Jacques Rousseau a introdus ideea că trauma din copilărie ar putea avea implicații negative mai târziu la vârsta adultă. 
În secolul al XIX-lea, puternic influențat de ideile și filozofia lui Rousseau, psihanalistul austriac Sigmund Freud va aduce psihoterapia și va deveni părintele psihanalizei, o metodă clinică de tratare a psihopatologiei prin dialog între un pacient și un psihanalist. Terapia prin vorbire ar avea originea din ideile sale cu privire la experiențele individului și la eforturile umane naturale pentru a da sens lumii și vieții. 

## Ca studiu al tulburărilor psihiatrice
Disciplina științifică a psihopatologiei a fost fondată de Karl Jaspers în 1913. A fost denumită „înțelegere statică”, iar scopul său a fost să recreeze grafic „fenomenul mental” trăit de client. 
Studiul psihopatologiei este interdisciplinar, cu contribuții provenite din psihologia clinică, socială și psihologia dezvoltării, precum și din neuropsihologie și alte subdiscipline ale psihologiei; psihiatrie; neuroștiință în general; criminologie; asistență socială; sociologie; epidemiologie; statistică; și altele.  Practicanții din domeniile clinice și academice sunt denumiți psihopatologi. 
Cum disting oamenii de știință (și oamenii în general) între un comportament neobișnuit sau ciudat pe de o parte și o tulburare mintală pe de altă parte? O strategie este de a evalua o persoană pe patru dimensiuni: devianță, suferință, disfuncție și pericol, cunoscute colectiv sub numele de cei Patru D. (din engleză deviance, distress, dysfunction and danger)

### Cei patru D
O descriere a celor patru D. atunci când definesc anormalitatea: 
1. Devianță: acest termen descrie ideea că gândurile, comportamentele și emoțiile specifice sunt considerate deviante atunci când sunt inacceptabile sau nu sunt comune în societate. Clinicienii trebuie totuși să-și amintească că grupurile minoritare nu sunt întotdeauna considerate deviante doar pentru că este posibil să nu aibă nimic în comun cu alte grupuri. Prin urmare, definim acțiunile unui individ ca deviante sau anormale atunci când comportamentul său este considerat inacceptabil de către cultura din care face parte. Cu toate acestea, multe tulburări au o relație între tiparele de devianță și, prin urmare, trebuie să fie evaluate într-un model de diagnostic diferențial. [7]
2. Suferință : acest termen explică sentimentele negative ale individului care are tulburarea. Se pot simți profund tulburați și afectați de boala lor. Comportamentele și sentimentele care provoacă suferință pentru individ sau pentru ceilalți din jurul său sunt considerate anormale dacă starea este supărătoare pentru persoana care o experimentează. Suferința este legată de disfuncție, fiind un atu util în perceperea corectă a disfuncției din viața unui individ. Acestea două nu sunt întotdeauna legate, deoarece un individ poate fi extrem de disfuncțional și în același timp, poate suferi un stres minim. Trebuie să cunoaștem caracteristica importantă a suferinței nu este legată de disfuncționalitate, ci mai degrabă limita la care un individ este stresat de o problemă. [8]
3. Disfuncție: acest termen implică un comportament maladaptativ care afectează capacitatea individului de a îndeplini funcții normale zilnice, cum ar fi pregătirea pentru muncă dimineața sau conducerea unei mașini. Acest comportament maladaptativ trebuie să fie o problemă suficient de mare pentru a fi considerat un diagnostic. Este foarte important ca disfuncția să fie căutată pe toată experiența de viață a unui individ, deoarece există șanse ca aceasta să fie clar observabilă și în locuri în care este mai puțin probabil să apară.  Astfel de comportamente maladaptative împiedică individul să trăiască un stil de viață normal și sănătos. Cu toate acestea, comportamentul disfuncțional nu este întotdeauna cauzat de o tulburare; acesta poate fi voluntar, cum ar fi implicarea într-o grevă a foamei.
4. Pericol: acest termen implică un comportament periculos sau violent îndreptat către individ sau alte persoane din mediu. Cele două caracteristici importante ale pericolului sunt, pericolul pentru sine și pericolul pentru ceilalți. Când se face diagnosticarea, există o mare vulnerabilitate a pericolului în sensul că există un anumit pericol în fiecare diagnostic și în cadrul acestor diagnostice există un continuum de severitate.  Un exemplu de comportament periculos care poate sugera o tulburare psihologică este implicarea în activitatea suicidară. Comportamentele și sentimentele potențial dăunătoare pentru o persoană sau persoanele din jurul lor sunt văzute ca anormale.

### Factorul p
În loc să conceptualizeze psihopatologia ca fiind formată din mai multe categorii discrete de tulburări mintale, grupuri de oameni de știință psihologi și psihiatri au propus un construct al „psihopatologiei generale”, numit factorul p, datorită asemănării sale conceptuale cu factorul g al inteligenței generale . Deși cercetătorii au conceput inițial o explicație tripartită (trei factori) pentru psihopatologie în general, studiul ulterior a furnizat mai multe dovezi pentru un factor unitar care este secvențial comorbid, recurent/cronic și care există pe un continuum de severitate și cronicitate. Astfel, factorul p este un construct dimensional, spre deosebire de un construct absolut. 
S-au constatat că scorurile mai mari ale dimensiunii factorului p sunt corelate cu niveluri mai mari de afectare funcțională, incidență mai mare a problemelor din istoria dezvoltării și o funcție creierului mai diminuată în perioada de dezvoltare timpurie. În plus, cei cu niveluri mai ridicate ale factorului p sunt mai susceptibili să fi moștenit o predispoziție genetică la boli mintale. Existența factorului p poate explica de ce a fost „... provocator să găsești cauze, consecințe, biomarkeri și tratamente cu specific pentru tulburările mintale individuale”. 
Factorul p a fost asemănat cu factorul g al inteligenței generale, care este, de asemenea, un sistem dimensional prin care capacitatea cognitivă generală poate fi definită. Deoarece psihopatologia a fost de obicei studiată și pusă în aplicare ca un sistem categoric, cum ar fi sistemul de Manual de Diagnostic și Statistică al Tulburărilor Mintale dezvoltat pentru clinicieni, sistemul dimensional al factorului p oferă o conceptualizare alternativă a tulburărilor mintale care ar putea îmbunătăți înțelegerea psihopatologiei în general; duce la diagnostice mai precise; și să faciliteze abordări de tratament mai eficiente. 
Benjamin Lahey și colegii au propus pentru prima dată un factor general pentru psihopatologie în 2012. 

## Ca simptome mintale
Termenul de psihopatologie poate fi, de asemenea, utilizat pentru a descrie comportamente sau experiențe care indică o boală psihică, chiar dacă nu constituie un diagnostic formal. De exemplu, prezența unei halucinații poate fi considerată un semn psihopatologic, chiar dacă nu există suficiente simptome prezente pentru a îndeplini criteriile pentru una dintre tulburările enumerate în DSM sau ICD . 
Într-un sens mai general, orice comportament sau experiență care provoacă deteriorare, suferință sau dizabilitate, în special dacă se crede că provine dintr-o defecțiune funcțională în sistemele cognitive sau neurocognitive din creier, poate fi clasificată ca psihopatologie. Nu este clar cât de puternică este de fapt distincția dintre trăsăturile inadaptive și tulburările mintale,   exemplu, nevrotismul este adesea descris ca nivel personal al simptomelor psihiatrice minore. 

## Manualul de diagnostic și statistică al tulburărilor mintale
Manualul de diagnostic și statistică al tulburărilor mintale (DSM) este un ghid pentru diagnosticul și înțelegerea tulburărilor mintale. Acesta servește ca referință pentru o serie de profesioniști în medicină și sănătate mintală în special în Statele Unite. Acești profesioniști includ psihologi, consilieri, medici, asistenți sociali, asistenți psihiatri și asistenți medicali, căsătorii și terapeuți de familie și altele. 
Exemple de tulburări mintale clasificate în DSM includ: 
- Tulburarea depresivă majoră este o tulburare de dispoziție definită de simptomele pierderii motivației, scăderea stării de spirit, a lipsei de energie și a gândurilor de sinucidere.
- Tulburările bipolare sunt tulburări de dispoziție caracterizate prin episoade depresive și maniacale de lungimi și grade diferite.
- Distimia este o tulburare de dispoziție similară cu depresia. Caracterizată printr-o stare de spirit persistentă scăzută, distimia este o formă mai puțin debilitantă a depresiei, fără rupere în funcționarea obișnuită.
- Schizofrenia se caracterizează prin percepția alterată a realității, inclusiv gânduri delirante, halucinații și vorbire și comportament dezorganizat. Majoritatea cazurilor apar la pacienții la adolescența târzie sau la vârsta adultă timpurie, dar pot apărea și mai târziu în viață. [15]
- Tulburarea de personalitate borderline apare la vârsta adultă timpurie pentru majoritatea pacienților; Simptomele specifice includ modele de relații instabile și intense, sentimente cronice de goliciune, instabilitate emoțională, gânduri paranoide, episoade intense de furie și comportament suicidar. [16]
- Bulimia nervoasă „binge și purge”, o tulburare alimentară specificată ca episoade recurente de mâncat incontrolabil, urmată de nevoia de a vomita, de a lua laxative sau de a face efort excesiv. De obicei, începe să apară la adolescență, dar majoritatea indivizilor nu caută ajutor decât mai târziu în viață, când poate fi mai greu să-și schimbe obiceiurile alimentare. [17]
- Fobiile specifice apar la oameni de toate vârstele. Sunt caracterizate printr-un răspuns anormal de frică sau pericol. Persoanele diagnosticate cu fobie au sentimente de teroare și de frică necontrolată, reacții exagerate la pericol care, în realitate, nu pun viața în pericol și sunt de obicei însoțite de reacții fizice legate de frica extremă: panică, bătăi rapide ale inimii și/sau respirație superficială. [18]
- Piromania această tulburare este caracterizată de fascinație, curiozitate, sau atracție pentru a da foc la lucruri. Piromanii simt plăcere și/sau ușurare uitându-se la cum ard lucrurile. Poate apărea din cauza gândirii delirante, a judecății afectate din cauza altor tulburări mintale sau pur și simplu ca un comportament agresiv pentru a exprima furia. [19]

## Dezbatere DSM / RDoC
Unii cercetători au susținut că domeniul ar trebui să treacă de la abordarea categorică a DSM a tulburărilor mintale la abordarea dimensională a criteriilor domeniului de cercetare (RDoC) a tulburărilor mintale, deși în prezent, consensul este să menținem DSM pentru tratament, asigurare și scopuri conexe, subliniind în același timp conceptualizări RDoC pentru planificarea și finanțarea cercetării psihiatrice.